# Stazione di Sepino
Stazione di Sepino vasútállomás Olaszországban, Molise régióban, Sepino településen.

## Vasútvonalak
Az állomást az alábbi vasútvonalak érintik:
- Bosco Redole–Benevento-vasútvonal

## Kapcsolódó állomások
A vasútállomáshoz az alábbi állomások vannak a legközelebb: 
- Stazione di San Giuliano del Sannio
- Sassinoro railway halt